# The Ellen Show
Ne doit pas être confondu avec The Ellen DeGeneres Show.
The Ellen Show est une série télévisée américaine comique en 18 épisodes de 22 minutes, créée par Ellen DeGeneres, Mitchell Hurwitz et Carol Leifer, dont 13 épisodes ont été diffusés entre le 24 septembre 2001 et le 11 janvier 2002 sur le réseau CBS.
En France, la série a été diffusée à partir du 6 mai 2005 sur Pink TV.

## Synopsis
Ellen Richmond, après avoir créé son entreprise sur internet, décide de quitter le stress de Los Angeles et décide de retourner dans sa ville natale. Cependant, elle déchante rapidement, entre sa mère excentrique, Dot, et sa sœur Catherine. Elle retrouve son petit ami de lycée, Rusty, qui pense qu'ils peuvent reprendre leur histoire où elle s'est arrêtée. Ellen doit alors s'adapter à un nouveau mode de vie.

## Distribution
- Ellen DeGeneres : Ellen Richmond
- Cloris Leachman : Dot Richmond
- Emily Rutherfurd (en) : Catherine Richmond
- Jim Gaffigan : Rusty Carnouk
- Martin Mull : M. Munn
- Kerri Kenney : Pam

## Épisodes
1. titre français inconnu (Pilot )
2. titre français inconnu (Walden Pond)
3. titre français inconnu (Chain Reaction)
4. titre français inconnu (Vanity Hair)
5. titre français inconnu (The Move)
6. titre français inconnu (Muskrat Love)
7. titre français inconnu (Joe)
8. titre français inconnu (Cathy's Taffy)
9. Un bus de raté, dix de retrouvés (Missing the Bus)
10. Bon pied, bon œil (Alive and Kicking)
11. Le Noël d'Ellen (Ellen's First Christmess)
12. Bijou de famille (A Bird in the Hand)
13. Juste le canard (Just the Duck)
14. La fille superficielle (Shallow Gal)
15. Terre promise (Gathering Moss)
16. Le proviseur provisoire (A Matter of Principal)
17. Là où le soleil ne brille pas (Where the Sun Doesn't Shine)
18. Le Monopoly (One for the Roadshow)